# Karina Ocasio
Karina Ocasio Clemente (Carolina, 1º agosto 1985) è un'ex pallavolista portoricana, nel ruolo di opposto.

## Biografia
È la sorella minore dell'ex pallavolista Sheila Ocasio. Dopo il matrimonio col cestista messicano Karim Malpica, dal quale ha avuto la figlia Adriana, si è legata sentimentalmente al pallavolista Ulises Maldonado, sposandolo in seconde nozze. Dopo la conclusione di quest'altro matrimonio, nel 2023 sposa il pallavolista italiano Luigi Randazzo.

## Carriera

### Club
La carriera professionistica di Karina Ocasio inizia nel 2000, quando appena quattordicenne esordisce nella Liga de Voleibol Superior Femenino con la maglia delle Conquistadoras de Guaynabo: gioca quattro stagioni con la franchigia di Guaynabo e durante la prima viene premiata come miglior esordiente; durante la seconda viene premiata come rising star del campionato, in cui disputa la finale, perdendola contro le Criollas de Caguas; due anni dopo è nuovamente finalista, ma perde contro le Gigantes de Carolina.
Nella stagione 2003-04 gioca per la prima volta all'estero, ingaggiata dalla Sirio Perugia nella Serie A1 italiana; la stagione successiva gioca nel campionato cadetto italiano col Cavazzale, ma a gennaio 2005 lascia la squadra per rientrare in patria ed iniziare dal 2006 a vestire la maglia delle Valencianas de Juncos, con cui inizia un sodalizio di tre annate, aggiudicandosi per la prima volta lo scudetto nel 2007 e venendo premiata come MVP della finale.
Nelle stagioni 2008-09 e 2009-10 gioca in Corea del Sud con le Pink Spiders, aggiudicandosi lo scudetto ed il V.League Top Match nella prima stagione. Nella stagione 2010-11 gioca in Turchia col Galatasaray.
Dopo aver interrotto la propria carriera per maternità, nella stagione 2013 torna a giocare con le Criollas de Caguas. Nell'annata 2013-14 torna a giocare nella V-League sudcoreana, ingaggiata dalle IBK Altos, club col quale raggiunge le finali scudetto; terminati gli impegni col club sudcoreano, torna a giocare nel finale della stagione 2014, per i soli play-off, con le Criollas de Caguas, vincendo lo scudetto.
Nel campionato 2014-15 gioca nella Chinese Volleyball League col Fujian; al termine degli impegni in Cina, torna a giocare per le Criollas de Caguas per il campionato 2015, aggiudicandosi ancora una volta lo scudetto e ricevendo anche premio di MVP delle finali, oltre ad essere inserita nello All-Star Team del torneo.
Dopo una breve apparizione in Cina alla fine del 2015, nuovamente col Fujian, nella stagione 2016 gioca ancora con le Criollas de Caguas e vince ancora una volta lo scudetto. Nella stagione 2016-17 è ancora in Cina, questa volta con lo Yunnan, restandovi però solo per un breve periodo, facendo ritorno alla franchigia di Caguas per la Liga de Voleibol Superior Femenino 2017, vincendo ancora uno scudetto, impreziosito dal premio di miglior giocatrice della Regular season e dall'inserimento nello All-Star Team del torneo.
Torna in campo nella stagione 2018 per disputare la Proliga indonesiana col Jakarta BNI, facendo ritorno in patria per la Liga de Voleibol Superior Femenino 2019 sempre con le Criollas de Caguas, con cui conquista il suo sesto scudetto portoricano, venendo premiata come miglior giocatrice della stagione regolare e inserita nello All-Star Team del torneo; conquista il suo settimo scudetto al termine della Liga de Voleibol Superior Femenino 2021. 
Nell'annata 2022-23, dopo quattro campionati trascorsi in patria, torna a giocare all'estero, ingaggiata dalle egiziane dell'Al-Ahly, rientrando quindi a Porto Rico per disputare la Liga de Voleibol Superior Femenino 2024 con le Mets de Guaynabo, ritirandosi dalla pallavolo giocata al termine del torneo.

### Nazionale
Nel 2002 di debutta nella nazionale portoricana. Nel 2006 vince la sua prima medaglia, ossia il bronzo ai XX Giochi centramericani e caraibici. Successivamente conquista un altro bronzo alla Coppa panamericana 2009, mentre un anno dopo vince la medaglia d'argento ai XXI Giochi centramericani e caraibici.
Conquista ancora una medaglia di bronzo al campionato nordamericano 2013, bissata nel 2015, anno in cui vince anche un bronzo alla NORCECA Champions Cup, premiata come miglior opposto. Alla Coppa panamericana 2016 arriva un altro argento, impreziosito dal premio come miglior opposto. Dopo aver disputato nel gennaio 2020 il torneo di qualificazione nordamericano ai Giochi della XXXII Olimpiade, chiuso al secondo posto e senza conquistare la qualificazione, annuncia il suo ritiro dalla nazionale.
Ritorna tuttavia sui suoi passi nel 2022, quando giocando come schiacciatrice si aggiudica la medaglia di bronzo alla NORCECA Final Six. Nello stesso anno indossa per l'ultima volta la maglia della nazionale in occasione del campionato mondiale.

## Palmarès

### Club
- Campionato portoricano: 7

2007, 2014, 2015, 2016, 2017, 2019, 2021
- Campionato sudcoreano: 1

2008-09
- / V.League Top Match: 1

2009

### Nazionale (competizioni minori)
- Giochi centramericani e caraibici 2006
- Coppa panamericana 2009
- Giochi centramericani e caraibici 2010
- NORCECA Champions Cup 2015
- Coppa panamericana 2016
- NORCECA Final Six 2022

### Premi individuali
- 2000 - Liga de Voleibol Superior Femenino: Miglior esordiente
- 2001 - Liga de Voleibol Superior Femenino: Rising Star
- 2006 - Liga de Voleibol Superior Femenino: Miglior servizio
- 2007 - Liga de Voleibol Superior Femenino: MVP della finale
- 2007 - Liga de Voleibol Superior Femenino: Miglior realizzatrice
- 2008 - Qualificazioni ai Giochi della XXIX Olimpiade: Miglior realizzatrice
- 2013 - Liga de Voleibol Superior Femenino: Miglior ritorno
- 2013 - Campionato nordamericano: Miglior realizzatrice
- 2015 - Liga de Voleibol Superior Femenino: MVP della finale
- 2015 - Liga de Voleibol Superior Femenino: All-Star Team
- 2015 - NORCECA Champions Cup: Miglior opposto
- 2015 - XVII Giochi panamericani: Miglior realizzatrice
- 2016 - Qualificazioni ai Giochi della XXXI Olimpiade: Miglior realizzatrice
- 2016 - Coppa panamericana: Miglior opposto
- 2017 - Liga de Voleibol Superior Femenino: MVP della finale
- 2017 - Liga de Voleibol Superior Femenino: All-Star Team
- 2019 - Qualificazioni ai XVIII Giochi panamericani: Miglior ricevitrice
- 2019 - Liga de Voleibol Superior Femenino: MVP della Regular season
- 2019 - Liga de Voleibol Superior Femenino: All-Star Team